# Tijana Todevska-Dapčević
Tijana Todevska-Dapčević (macedónul: Тијана Тодевска-Дапчевиќ; Szkopje, 1976. február 3. –) szerb-macedón énekesnő. Ő képviselte Észak-Macedóniát a 2014-es Eurovíziós Dalfesztiválon, Koppenhágában a To the Sky című dallal.

## Életrajz
Tijana Szkopjében született 1976. február 3-án. Édesapja, Velko Todevszki macedón, míg édesanyja, Branka boszniai szerb származású. Húga, Tamara képviselte Észak-Macedóniát a 2008-as és 2019-es Eurovíziós Dalfesztiválon. Férje Milan Dapčević, szerb üzletember.

## Karrier

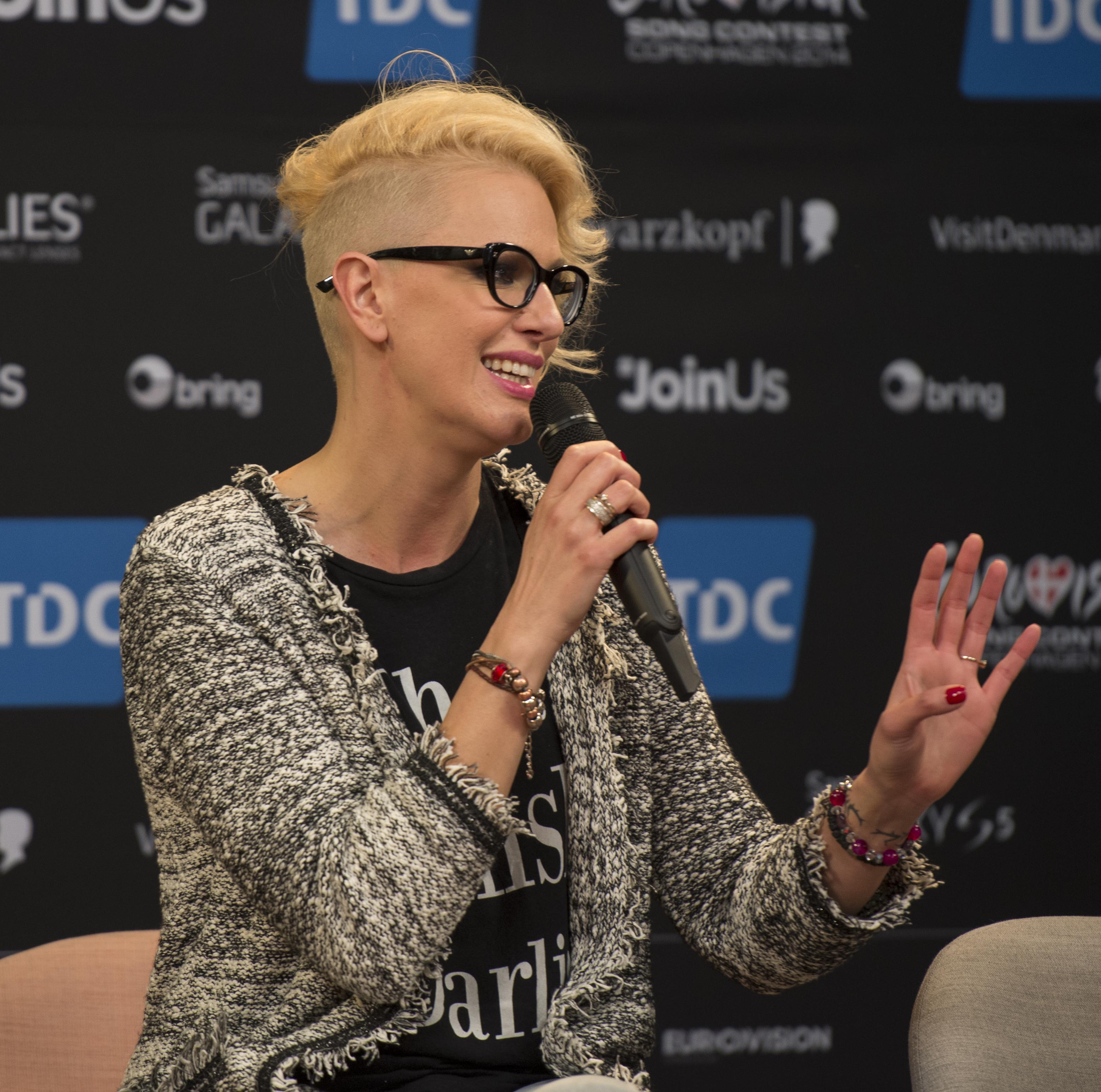
A Meet & Greet rendezvényen 2014-es Eurovíziós Dalfesztiválon

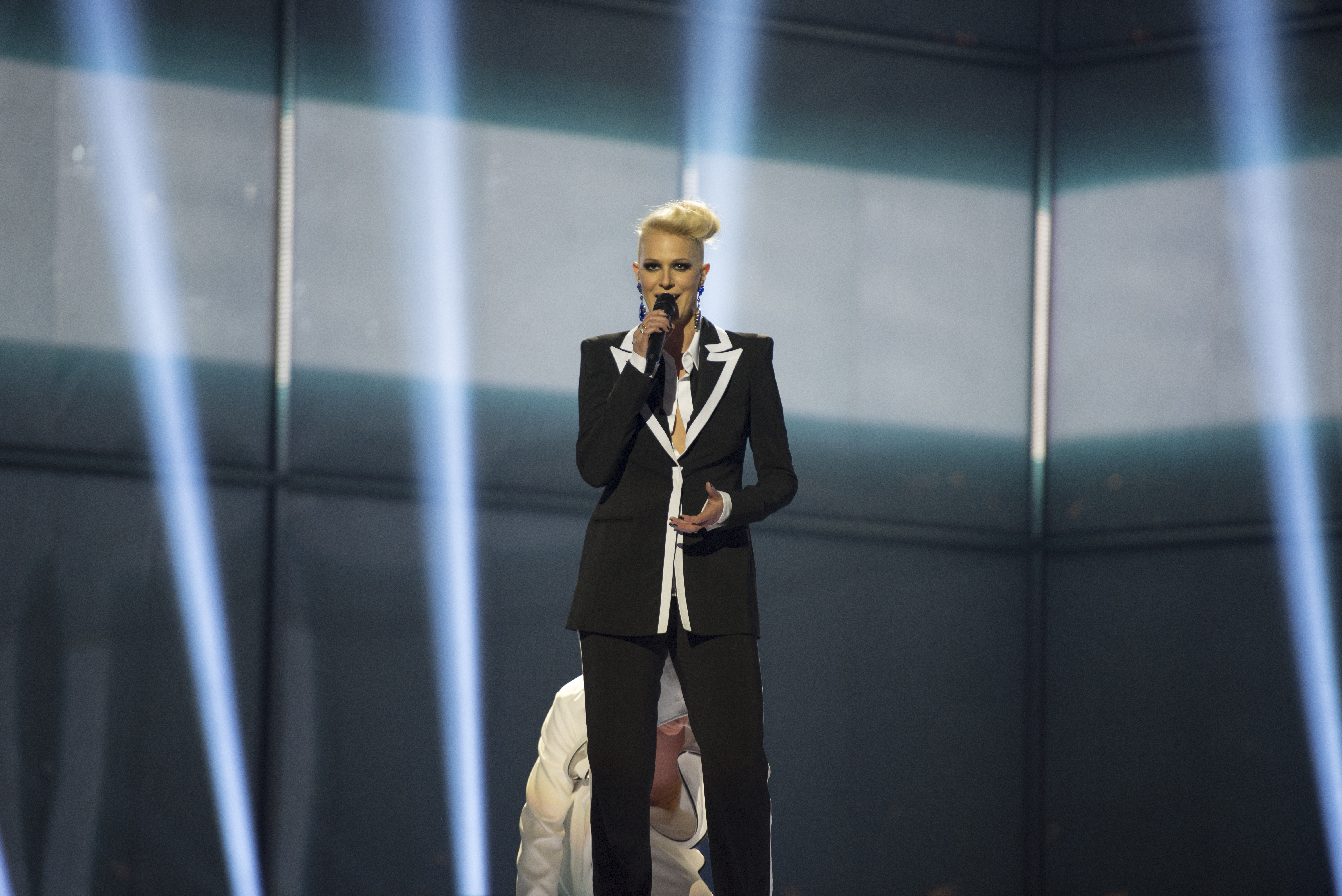
Az Eurovíziós Dalfesztiválon

Tijana egyik slágere a Sve je isto, samo njega nema (magyarul: Minden ugyanúgy maradt, csak ő nincs itt), melynek címében az „ő” szó a volt jugoszláv államfőre, Josip Broz Titóra utal. A dalban felcsendül a volt Jugoszláviában beszélt nyelvek mindegyike: a szerb, a bosnyák, a horvát, a szlovén és a macedón nyelv.
2002-ben megnyerte a Sunčane skale fesztivált Herceg Noviban Negativ című dalával (dalszerző: Darko Dimitrov), amely egyben a második albumának címadó dala is volt. 2006-ban szintén az első helyet szerezte meg a szerb Feras Radió Festiválján Julijana című dalával.
2006-ban részt vett az Evropesmán, az egykori Szerbia és Montenegró eurovíziós nemzeti döntőjén, ahol 27 ponttal a 8. helyen végzett Greh (magyarul: Vétek) című dalával. A dal szerepelt Žute minute című albumán, amelyet 2007 nyarán adtak ki.
A macedón köztelevízió 2013. augusztus 28-án jelentette be, hogy az énekesnő fogja képviselni Észak-Macedóniát az elkövetkezendő Eurovíziós Dalfesztiválon. Versenydalát 2014. február 22-én egy televíziós show-műsor keretein belül mutatták be a macedón köztelevízióban. Ekkor az énekesnő előadta a dal angol és macedón nyelvű változatát is, de később bejelentették, hogy a versenyen angolul fog énekelni.
Az Eurovíziós Dalfesztiválon a dalt a május 8-án rendezett második elődöntőben adta elő, fellépési sorrendben tizenegyedikként, a Fehéroroszországot képviselő Teo Cheesecake című dala után és a Svájcot képviselő Sebalter Hunter of Stars című dala előtt. Az elődöntőben összesen 33 pontot gyűjtött össze, így összesítésben a tizenharmadik helyen végzett és nem jutott tovább a döntőbe.
2022. január 21-én a szerb köztelevízió (RTS) bejelentette, hogy az énekesnő Ljubi, ljubi doveka dalával szerepel Szerbia eurovíziós dalválasztó műsorának mezőnyében.

## Diszkográfia
- Kao da.. (2000)
- Negativ (2002)
- Zemlja mojih snova (2004)
- Žuta minuta (2007)
- Muzika (2010)
- To the Sky (2014)
- Ljubi, ljubi doveka (2022)